# Denise Richards
Denise Lee Richards (Downers Grove, Illinois, 17 de febrero de 1971) es una actriz y exmodelo croata-estadounidense que alcanzó el éxito durante la década de 1990 gracias a sus actuaciones en películas como Starship Troopers (1997), Wild Things (1998) y The World Is Not Enough (1999). También protagonizó un reality show llamado Denise Richards: It's Complicated en la cadena televisiva E!

## Biografía

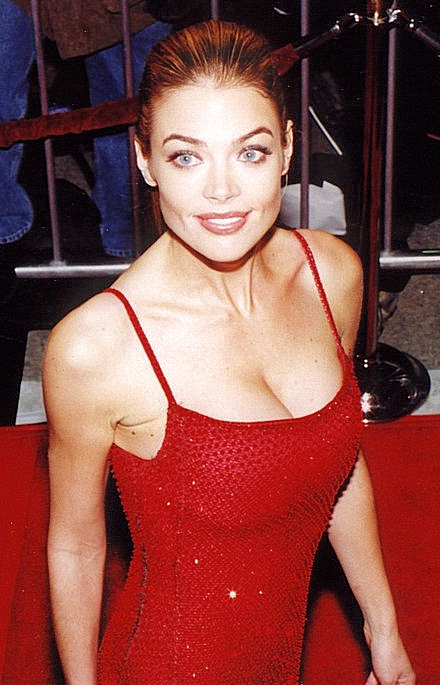
Richards en 1999.

Richards nació en Downers Grove, Illinois, hija de Joni, dueña de una tienda de café, y de Irv Richards, un ingeniero telefónico. Es de ascendencia galesa y croata. Tiene una hermana, Michelle, y creció tanto en Mokena como en Downers Grove, Illinois. Se graduó en 1989 de la escuela secundaria El Camino High School en Oceanside, California. Cuando era niña, era la "única chica del equipo de béisbol". Antes de ser actriz, Richards fue contratada por Judith Fontaine & Talent Agency como modelo.

## Carrera
Conocida por su papel de Chica Bond en The World Is Not Enough (1999), su trabajo de debut pudo ser el videoclip de la canción "The Captain of Her Heart" (1986) del dúo musical suizo Double. Dio el salto a categoría de estrella con Starship Troopers (1997) de Paul Verhoeven y, sobre todo, gracias a Wild Things (1998) de John McNaughton, filme de intriga con tintes eróticos donde Richards se codeó con Matt Dillon y saltó a la fama junto a una también jovencísima Neve Campbell.
Además de en Un San Valentín de muerte (2001), la actriz ha actuado en la sitcom Spin City e hizo un cameo en Seinfeld en 1993, donde interpretaba a una quinceañera (a pesar de que Denise realmente tenía 21 años) que seducía al personaje de George Costanza con su escote. En diciembre de 2004 posó desnuda para Playboy y, un año más tarde, fue nombrada por la revista In Touch como la "Mamá más sexy". 
Entre 2008 y 2009 se emitió el reality Denise Richards: It's complicated (E!), donde se pudo observar cómo es la vida diaria de Denise y todos los problemas que debe enfrentar después de la muerte de su madre a causa del cáncer, los paparazzis, los problemas con sus asistentes o las fiestas. El programa fue cancelado en su segunda temporada por baja audiencia.
A fines de septiembre de 2011 rechazó una oferta de cien mil dólares para participar en un capítulo de Two and a Half Men en donde debía participar en el funeral de Charlie Harper (papel de Charlie Sheen). En agosto de 2018 se informó que se incorporaría al reality show The Real Housewives of Beverly Hills.

## Vida personal
Se casó con el actor Charlie Sheen en 2002, pero la pareja pidió el divorcio en marzo de 2005. No tardaron en reconciliarse y buscaron terapia de pareja para arreglar su relación. Junto a él apareció en Good Advice y Scary Movie 3, donde interpretaron a un matrimonio en el cual ella resultaba atropellada por un coche. Sin embargo, el 4 de enero de 2006 el representante de ella anunció que continuaría con el divorcio y pidió una orden de alejamiento contra él, citando sus presuntas amenazas de muerte contra ella. La pareja tiene dos hijos juntos: Samantha J. (nacido el 9 de marzo de 2004) y Lola Rose (nacida el 1 de junio de 2005). Además, ella ha adoptado a un bebé.
Richards, quien también salió con el actor Patrick Muldoon, ha sido relacionada con el actor John Stamos, con quien salió en sus años de adolescencia y más adelante con el actor latinoamericano Walter Rayo.
Desde 2006 hasta abril de 2007 mantuvo una relación con el músico Richie Sambora.
Denise interpuso una demanda contra su expareja, Charlie Sheen, por el incumplimiento de este en los pagos de manutención de sus hijas. La demanda sería por unos 1,2 millones de dólares. Junto con esto, el representante legal de Denise denunció diversas amenazas supuestamente realizadas por Charlie Sheen en contra de ella y su familia.
En 2022, su esposo era Aaron Phypers.
En julio de 2025, denunció a su ahora exesposo Aaron Phypers por violencia de género. 

## Filmografía

### Cine y televisión
| - The Captain of Her Heart - Double (1986) (videoclip musical) - Con el arma a punto (Loaded Weapon 1) (1993) - Seinfeld (1993) - Tammy and the T-Rex (1994) - Lois & Clark: The New adventures of Superman (1994) - 919 Fifth Avenue (1995) - P.C.H. (1995) - In the Blink of an Eye (1996) - Pier 66 (1996) (TV) - Starship Troopers (1997) - Nowhere (1997) - Lookin' Italian (1998) - Wild Things (Juegos salvajes o Criaturas salvajes) (1998) - Tail Lights Fade (1999) - The World Is Not Enough (1999) - Muérete, bonita (1999) - Friends (2001) (un episodio) - Good Advice (2001) - Un San Valentín de muerte (Valentine) (2001) - Mi ex, mi novia y yo (You Stupid Man) (2002) - The Third Wheel (Una noche perfecta) (2002) - El hermano secreto (Undercover Brother) (2002) | - Empire (2002) - Scary Movie 3 (2003) (cameo) - Love Actually (2003) - Two and a Half Men (2003-2004) - Sí quiero, pero no quiero (TV) (I Do (But I Don't)) (2004) - Love Me Tender (Elvis Has Left the Building) (2004) - Yo, puta (2004) - Edmond (2005) - Blonde and Blonder (2007) - Finding Bliss (2008) - Deep in the Valley (2009) (directo a DVD) - Kambakkht Ishq (2009) (cameo) - Blue Mountain State (2010) (serie de TV) - Blue Lagoon: The Awakening (2012) - Madea's Witness Protection (2012) - Kickin' It (serie de televisión) (2012) (un episodio) - Anger Management (2012) (un episodio) - Twisted (2013) .... como Karen Desai - Reunión de Navidad(2015) - Altitude (2017) - American Satan (2017) - Christmas Break-In (2018) - Alpha Code (2020) - Angels Fallen: Warriors of Peace (TBA) |